# Roi Wei de Chu
Le Roi Wei de Chu (chinois : 楚威王 ; pinyin : Chǔ Wēi Wáng), (???-329 av. J.C), est le dix neuvième Roi de l'état de Chu. Il règne de 339 a 329 av J.C., durant la Période des Royaumes combattants de l'histoire de la Chine. Son nom de naissance est Xiong Shang (chinois traditionnel : 熊商), "Roi Wei" étant son nom posthume.
Le roi Wei succède à son père, le roi Xuan de Chu, qui meurt en 340  av J.C. Il meurt en 329 av. J.-C., après 11 ans de règne et c'est son fils, le roi Huai de Chu, qui lui succède.  

## Fictions et culture populaire
- Le rôle du roi Wei est interprété par l'acteur Winston Chao dans la série télé Mi yue zhuan (lit : La Légende de Mi Yue), en 2015